# 료고쿠 국기관

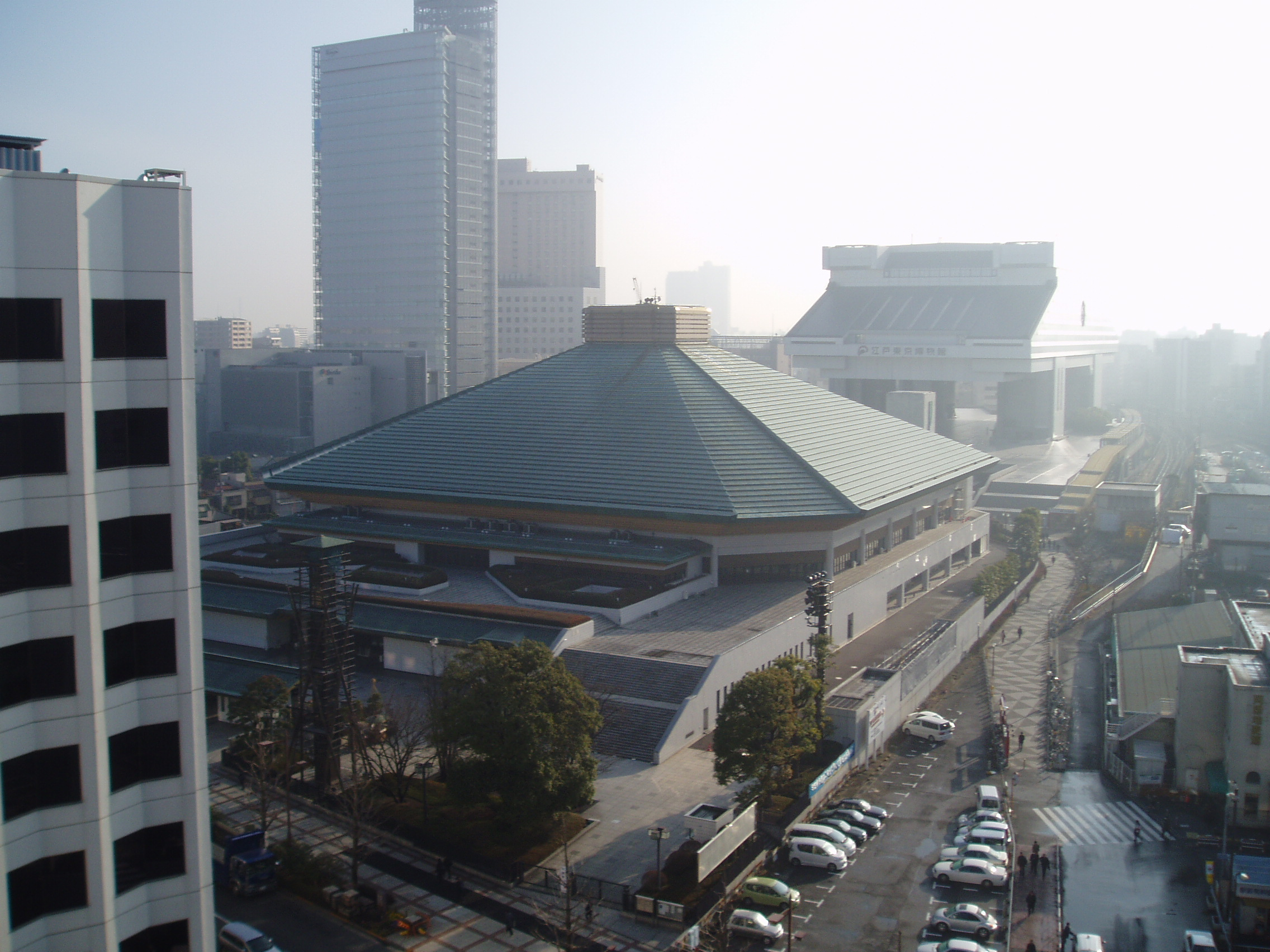
료고쿠 국기관

료고쿠 국기관(両国国技館 료고쿠코쿠기칸[*])은 도쿄도 스미다구 요코아미 잇초메에 위치한 스모 대회를 위한 시설이다. 또한 복싱 등의 격투기 경기에 사용되기도 한다. 2020년 도쿄 올림픽에서는 복싱 경기장으로 사용돼었다.